# Brigada Maghawir
La brigada Maghawir, con sede en la ciudad libia de Oubari fue creada en 2004 y estaba compuesta exclusivamente por tuaregs de Malí o Níger.
La brigada estaba bajo el mando del general Ali Kana, un tuareg que tenía una estrecha relación con Muammar Qaddafi, quien dirigirá las fuerzas pro-Gaddafi en la zona sur durante la guerra civil libia de 2011.
Tenía 3000 hommes, principalmente de origen maliense.
A finales de agosto de 2011, varios cientos de hombres desertaron y regresaron a Malí, liderados por el coronel Mohamed ag Najim, para luego convertirse en la columna vertebral del Movimiento Nacional para la Liberación de Azawad (MNLA). Muchos volverán a partir de entonces para reintegrar la brigada.
En Libia, los desertores de la brigada fundaron la primera brigada revolucionaria tuareg después de la caída de Trípoli, la brigada Ténére, que ingresó a Oubari en septiembre de 2011.
El resto de la brigada Maghawir, rebautizada como brigada Tendé, sigue siendo la fuerza principal en Oubari y conserva su estatus oficial como unidad del ejército libio.